# Хобарт
Хо́барт (англ. Hobart, устаревшая транскрипция — Гобарт) — столица австралийского штата Тасмания. Основан в 1804 году — второй по старшинству город Австралии (первый — Сидней, 1788). Население агломерации на 2005 год составило 245 тысяч человек. Город — финансовый и административный центр Тасмании, также служит пунктом отправки для австралийских и французских Антарктических экспедиций.

## История

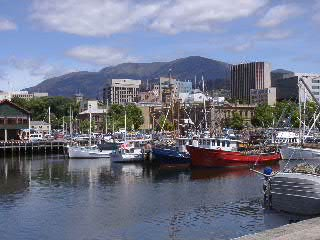
Вид на Хобарт и гору Веллингтон

Первое поселение европейцев на месте современного города возникло в 1803 году в бухте Рисдон на восточных берегах реки Деруэнт. В 1804 году посёлок был перенесён на более удобное место — в бухту Салливана.
Название город получил в честь лорда Хобарта, министра колоний, согласно решению которого остров Тасмания был превращён в место ссылки особо опасных преступников. По его же распоряжению запущено «окончательное решение» вопроса о тасманийцах и, как следствие, истреблено всё коренное население острова.
Согласно указу министра колоний, с начала XIX века город представлял собой тюрьму, куда свозились заключённые со всей Британской империи. Город также играл важную роль в закреплении Британии на Австралийском континенте. Первоначальный замысел при строительстве города состоял в воспроизведении «Англии в миниатюре». Хобарт стал первым в подобной серии колониальных городов, за ним последовали проекты «маленьких Англий» в Новой Зеландии и южно-африканской колонии Наталь.
По переписи 1835 года население Хобарта составило 13 826 человек, а всей Тасмании 36 505 человек.

## География
Хобарт находится в устье реки Деруэнт (англ. Derwent), на юго-востоке острова Тасмания.

## Экономика
Хобарт — важный морской порт. Отсюда стартуют австралийские и французские суда к Антарктиде. Он же популярный пункт назначения многочисленных круизных лайнеров. В городе развито судостроение и вспомогательные отрасли.
Важный сектор экономики — пищевая промышленность (пивоварни, кондитерские фабрики, производство вин). Хобарт успешно развивается как туристический центр, среди достопимечательностей — историческая Синагога Хобарта.

## Климат

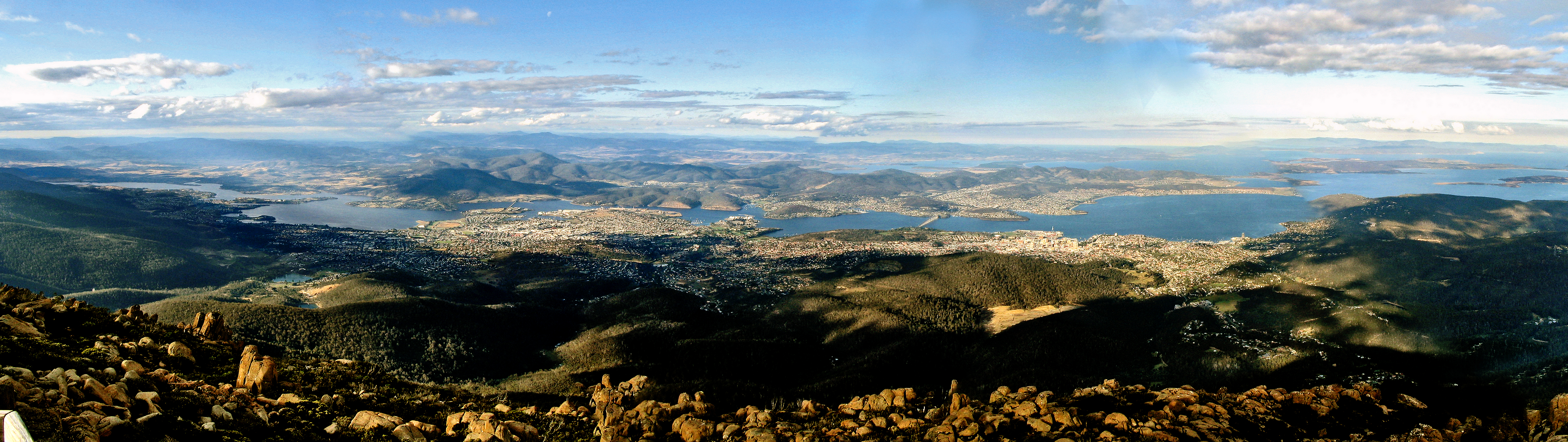
Панорамный вид на город с горы Веллингтон. (Март 2005)

Находясь на острове Тасмания, Хобарт имеет умеренный океанический климат. Подобный тип климата в Северном полушарии имеет, к примеру, Лондон, хотя он находится на 9° дальше от экватора, чем Хобарт. Причина объясняется тем, что климат Лондона отепляет Гольфстрим, а климат Хобарта, наоборот, остужает близость Антарктиды. Климат Тасмании очень схож с климатом Южной Англии, Ирландии и Атлантического побережья Франции. Поэтому британские поселенцы, попав в Тасманию, не испытывали проблем с ведением им привычного хозяйства — овцеводства и земледелия.
Для Хобарта характерно круглогодичное доминирование пасмурной погоды с редкими периодами жары во время выноса горячего воздуха с континента в летний период и тёплая зима в зимний период. Количество осадков практически не изменяется в течение всего года, дожди идут равномерно. Межсезонные колебания очень невелики.
Максимальная температура +41,8 °C была зафиксирована 4 января 1976 года, минимальная — −2,8 °C 25 июня 1972 года.
| Показатель                                | Янв.  | Фев.  | Март  | Апр.  | Май   | Июнь  | Июль  | Авг.  | Сен.  | Окт.  | Нояб. | Дек.  | Год  |
| ----------------------------------------- | ----- | ----- | ----- | ----- | ----- | ----- | ----- | ----- | ----- | ----- | ----- | ----- | ---- |
| Абсолютный максимум, °C                   | 41,8  | 40,1  | 39,1  | 31,0  | 25,7  | 20,6  | 22,1  | 24,5  | 31,0  | 34,6  | 36,8  | 40,6  | 41,8 |
| Средний суточный максимум, °C             | 22,7  | 22,2  | 20,7  | 17,9  | 15,3  | 12,7  | 12,6  | 13,7  | 15,7  | 17,6  | 19,1  | 21,0  | 17,6 |
| Средний суточный минимум, °C              | 13,0  | 12,8  | 11,6  | 9,4   | 7,6   | 5,5   | 5,2   | 5,6   | 6,9   | 8,3   | 10,0  | 11,6  | 9,0  |
| Абсолютный минимум, °C                    | 3,3   | 3,4   | 1,8   | 0,7   | −1,6  | −2,8  | −2,8  | −1,8  | −0,8  | 0,0   | 0,3   | 3,3   | −2,8 |
| Среднее число солнечных часов в месяц     | 257,3 | 226,0 | 210,8 | 177,0 | 148,8 | 132,0 | 151,9 | 179,8 | 195,0 | 232,5 | 234,0 | 248,0 | 2393 |
| Среднее число дней с осадками             | 10    | 9     | 11    | 11    | 12    | 12    | 14    | 15    | 16    | 15    | 14    | 12    | 151  |
| Норма осадков, мм                         | 44    | 38    | 37    | 43    | 39    | 46    | 45    | 63    | 56    | 53    | 51    | 53    | 566  |
| Средняя влажность, %                      | 51    | 52    | 52    | 56    | 58    | 64    | 61    | 56    | 53    | 51    | 53    | 49    | 55   |
| Источник: Австралийское бюро метеорологии |       |       |       |       |       |       |       |       |       |       |       |       |      |

## Города-побратимы
- Яидзу (яп. 焼津市), Япония[5] (1977)
- Л’Акуила (итал. L'Aquila), Италия[5] (1980)
- Бариле (итал. Barile), Италия (2009)
- Вальдивия, Лос-Риос, Valdivia, Los Ríos, Чили (1998) Сиань, Шэньси, Xi’an, Shaanxi, Китай (2015) Фучжоу, Фуцзянь, Fuzhou, Fujian, Китай (2017)